# Афтерпарти
Афтерпарти је српски филм из 2017. године, који је по сопственом сценарију режирао Лука Бурсаћ.
Филм је своју премијеру имао у Србији на ФЕСТ-у 5. марта 2017. године.

## Радња
Марко — Маре је младић у касним двадесетим, који и даље живи са родитељима, ради као бармен у познатом београдском клубу, а машта да постане глумац. У свему томе помаже му његова пријатељица (а повремено и девојка) Тића, која ради као шминкерка на разним снимањима. Тића, као и остали Маретови пријатељи и околина, сматра да је он звезда. И сам Маре верује у то, па се пријављује на кастинг за серију „Game of Thrones” који проналази преко интернета.

## Улоге
Извор:
| Глумац            | Улога      |
| ----------------- | ---------- |
| Раде Ћосић        | Марко-Маре |
| Драган Јовановић  | Гаги       |
| Никола Шурбановић | Кинез      |
| Слободан Бештић   | Ћале       |
| Лидија Вукићевић  | Кева       |
| Владимир Гвојић   | Перика     |
| Јана Милосављевић | Тића       |
| Теодора Бјелица   | Елена      |